# Другий Доктор
Другий Доктор — ім'я, дане другому втіленню вигаданого персонажа, відомого як Доктор, що є героєм популярного науково-фантастичного телесеріалу Доктор Хто. Його зіграв актор Патрік Тротон.

## Біографія
Перший Доктор зазнав серйозних ушкоджень у битві з кіберлюдьми (епізод «Десята планета»), але його тіло відновило себе — він регенерував, ставши Другим Доктором.
Спочатку зв'язок між Другим Доктором і його попередником був не зрозумілим. У своїй першій історії Другий Доктор посилався на Першого у третій особі, ніби вони були цілком різними особами.
Протягом цього втілення Доктор протистояв як уже знайомим ворогам, таким як Далеки і Кіберлюди, так і новим, як наприклад, Крижані Воїни. У цей же час Доктор уперше зустрічає Алістейра Гордона Летбрідж-Стюарта — англійського військового, який згодом стане лідером UNITу — військової організації, завданням якої є захист Землі від іншопланетних загроз.
Час Другого Доктора добіг кінця, коли його засудив його власний народ — Володарі Часу — через порушення їхніх законів невтручання. Попри аргумент Доктора, що Володарі Часу повинні використовувати свої можливості, щоб допомагати іншим, його було засуджено до заслання на Землю двадцятого сторіччя. А перед засланням Володарі Часу форсували процес його регенерації у Третього Доктора.
Чудова гра Патріка Тротона, який зберіг усі риси Першого Доктора і наділив його новими, стала поворотною точкою як у розвитку серіалу, так і в розвитку постаті Доктора.

## Постать
Другому Доктору дали прізвисько «Космічний Волоцюга», оскільки він був пустотливий і набагато неохайніший, ніж його перше втілення. Кмітливий, рухливий, він завжди був на крок попереду за своїх ворогів. Другий Доктор був далекоглядним інтриганом, який постійно маніпулював людьми заради вищої мети, а щоб вороги не розгадали його задумів, він клеїв із себе нерозважливого дурника. Та навіть у найскрутніших ситуаціях, коли інші впадали в паніку, Другий Доктор завжди діяв героїчно і шляхетно, бажаючи допомогти скривдженим. Можливо, це втілення було «вовком в овечій шкурі» більше, ніж усі інші.
Другий Доктор, як і кожен інший, мав свої улюблені фрази. У нього це були: «Тітонько моя люба!» та «Коли я кажу тікайте, тікайте!»

## Стиль історії

Раннє промо-фото Другого Доктора. 1966 рік.

З появою молодшого Доктора, змінилися й історії, в яких він брав участь. Вони стали більш динамічними і фантастичними. Якщо «ера Гартнелла» у серіалі відзначалась історичністю пригод, то в «еру Тротона» переважна більшість подій відбувалася поза межами Землі і була так чи інакше пов'язана з різноманітними монстрами. Єдиною історією Другого Доктора у стилі Першого є «Горяни».
Як і з його попередником, всі оригінальні епізоди з Другим Доктором були чорно-білими. Кольоровими були тільки пізніші спецепіози, в яких з'являвся Тротон: «П'ять Докторів», «Три Доктори» і «Два Доктори».
Тротон знявся у повних трьох сезонах серіалу, проте ми не можемо як слід оцінити його гру, адже більшість серій із Другим Доктором було утилізовано — повний список епізодів серіалу засвідчує, як багато з них було втрачено. Лише одна історія з перших двох сезонів Другого Доктора («Гробниця Кіберлюдей») повністю збереглася. Десять історій збереглося частково (здебільшого — по 1-2 епізоди з чотирьох або шести), а чотири було втрачено повністю, зокрема його перша історія («Влада Далеків»).
Пітер Девісон та Колін Бейкер, які грали П'ятого і Шостого Доктора відповідно, вважали Доктора Патріка Тротона найкращим.

## Пізніші появи

Другий Доктор у «Двох Докторах». 1985 рік.

Другий Доктор повертався до серіалу тричі. Вперше — у спеціальному епізоді «П'ять Докторів», присвяченому десятиріччю серіалу. У цьому епізоді також відбулося повернення Вільяма Гартнелла у ролі Першого Доктора. Вдруге — в епізоді «Три Доктори», присвяченому двадцятиріччю серіалу. І востаннє — 1985 року в епізоді «Два Доктори». Офіційної версії, в який час для Другого Доктора відбувалися ці події, немає, проте деякі фани вважають, що це сталося протягом гіпотетичного сезону 6-В.
Короткий кліп із Другим Доктором з'явився у Різдвяному спецвипуску-2008 Наступний Доктор.